# Valdemarsviks församling
För andra betydelser, se Valdemarsvik (olika betydelser).
Valdemarsviks församling är en församling i Kustbygdens kontrakt i Linköpings stift inom Svenska kyrkan. Församlingen ligger i Valdemarsviks kommun i Östergötlands län och ingår i Valdemarsvik-Ringarums pastorat.
Den är delad mellan landskapen Östergötland och Småland.
Församlingskyrkor är Valdemarsviks kyrka, Tryserums kyrka, Östra Eds kyrka och Gryts kyrka.

## Administrativ historik
Församlingen bildades 1 maj 1919 genom en utbrytning av Valdemarsviks köping ur Ringarums församling. Förändringen skedde genom löneregleringsresolution 6 december 1918 och Valdemarsviks församling bildade dessutom ett eget pastorat.
1 januari 1920 (enligt beslut den 31 december 1919) överfördes till Valdemarsviks församling från Gryts församling hemmanen 1/4 mantal Borg nummer 1 och 1 mantal Sandvik nummer 1. Detta överförda området hade 42 invånare.

### Pastorat
- 1 maj 1919 till 1984: Eget pastorat.
- 1984 till 2006: Moderförsamling i pastoratet Valdemarsvik och Gryt.[5]
- 2006 till 2010: Moderförsamling i pastoratet Valdemarsvik, Gryt, Tryserum och Östra Ed.
- 2010 till 2012: Eget pastorat efter att de övriga församlingarna införlivats.[6]
- Från 2012: Församlingen ingår i Valdemarsvik-Ringarums pastorat.

## Kyrkoherdar
| Ämbetstid | Namn           | Levnadstid | Kommentar       |
| --------- | -------------- | ---------- | --------------- |
| 1919–1940 | Erik Ydén      | 1882–1944  | [ 7 ]           |
| 1944–1964 | Sven Yngwe     | 1902–1993  | [ 8 ]           |
| 1968–1984 | Gunnar Wärendh | 1928–      | Kontraktsprost. |

## Organister
| Ämbetstid | Namn | Levnadstid | Övrigt  |
| --------- | ---- | ---------- | ------- |
| 1964      | –    | –          | Vakant. |